# Crotalaria shirensis
Crotalaria shirensis là một loài thực vật có hoa trong họ Đậu. Loài này được (Baker f.) Milne-Redh. miêu tả khoa học đầu tiên.